# Luigi Boccolini
Luigi Boccolini (Porto Recanati, 11 agosto 1946) è un allenatore di calcio ed ex calciatore italiano.

## Carriera

### Giocatore
Calcisticamente è cresciuto nelle giovanili della squadra della sua città, che allora si chiamava Adriatica, diventando campione d'Italia C.S.I nel 1964. In seguito al prestigioso traguardo raggiunto con gli Arancioni, approda nella Primavera dell'Inter, calcando anche i campi di allenamento dei nerazzurri di Helenio Herrera. La nostalgia di casa si fa sentire e dopo pochi mesi ritorna a Porto Recanati per disputare il campionato di Serie D con l'Adriatica nel 1966. 

Boccolini con la maglia del Matera nel 1972-1973

Da calciatore era un centrocampista, ha militato in Serie A con Napoli, Catanzaro e Lazio, collezionando complessivamente 60 presenze e 3 reti. Col Napoli ha conquistato la Coppa Italia 1975-1976 (pur non disputando la finale dell'Olimpico contro il Verona per infortunio); sempre nella stagione 1975-1976 con la maglia del Napoli è stato autore del gol segnato allo stadio Olimpico contro la Lazio che permetteva ai partenopei di salire temporaneamente in testa alla classifica. Col Napoli ha anche giocato due partite nelle coppe europee.
Ha totalizzato anche 95 presenze e 9 reti in Serie B, tutte col Brindisi.

### Allenatore
Da allenatore, ha al suo attivo una Coppa Italia Serie D e otto promozioni dalla Serie D alla Serie C2, compreso un ripescaggio ottenuto con la Vigor Lamezia nella stagione 2003-2004 dopo aver vinto i play-off di categoria.
Per questo motivo, se si considerano le promozioni sia tra professionisti che tra dilettanti, è dopo Osvaldo Jaconi il secondo tecnico in Italia che vanta più promozioni (nove per Jaconi di cui una tra i dilettanti, nel 2013 alla guida del Montegranaro Provincia Fermana), ed alla pari con Gigi Simoni che ne ha conseguite otto da allenatore (però tutte tra i professionisti) più due da direttore sportivo.
Boccolini è stato tecnico della Real Marcianise nella stagione della promozione in serie C2 nel 2004-2005 e in quella in cui fallì dopo il campionato 2009-2010 di Lega Pro Prima Divisione dopo aver condotto la squadra ad una quasi insperata salvezza.
Ha allenato fra le altre Castel di Sangro e Aversa Normanna, con cui ha vinto una Coppa Italia di Serie D nel 2006-2007 ed è stato sostituito a stagione in corso nel campionato successivo. Inoltre alla guida del Benevento nel Campionato Interregionale 1990-1991 è giunto al primo posto nel girone I ma non ha ottenuto la promozione avendo perso il doppio spareggio con la Juve Stabia, vincitrice del girone L. Con il Benevento vinse poi il campionato nazionale dilettanti 1993-94,e conquistò i playoff l'anno seguente in C2. 
Dall'agosto 2011 è allenatore della Città di Brindisi. Si è dimesso il 3 novembre 2011. Dal 30 ottobre 2013 è stato allenatore della Fermana in serie D girone F.

## Statistiche

### Presenze e reti nei club
| Stagione  | Squadra       | Campionato | Campionato | Campionato |
| Stagione  | Squadra       | Comp       | Pres       | Reti       |
| --------- | ------------- | ---------- | ---------- | ---------- |
| 1966-1967 | Portorecanati | D          | 26         | 0          |
| 1967-1968 | Pescara       | C          | 2          | 0          |
| 1968-1969 | Pescara       | C          | 29         | 0          |
| 1969-1970 | Brindisi      | C          | 25         | 2          |
| 1970-1971 | Brindisi      | C          | 18         | 1          |
| 1971-1972 | Matera        | C          | 24         | 4          |
| 1972-1973 | Matera        | C          | 6          | 1          |
| 1972-1973 | Brindisi      | B          | 25         | 1          |
| 1973-1974 | Brindisi      | B          | 33         | 0          |
| 1974-1975 | Brindisi      | B          | 37         | 8          |
| 1975-1976 | Napoli        | A          | 28         | 2          |
| 1976-1977 | Catanzaro     | A          | 22         | 0          |
| 1977-1978 | Lazio         | A          | 10         | 1          |
| 1978-1979 | Brindisi      | C2         | 27         | 2          |
| 1979-1980 | Brindisi      | C2         | 18         | 2          |
| 1980-1981 | Squinzano     | C2         | 27         | 0          |

## Palmarès

### Giocatore

#### Club

##### Competizioni nazionali
- Coppa Italia: 1

Napoli: 1975-1976

### Allenatore

#### Club

##### Competizioni nazionali
- Coppa Italia Serie D: 1

Aversa Normanna: 2006-2007
- Campionato Interregionale: 2

Galatina: 1982-1983
Benevento: 1990-1991
- Campionato Nazionale Dilettanti: 3

Benevento: 1993-1994
Tricase: 1996-1997
Nardò: 1997-1998
- Serie D: 3

Martina: 2000-2001
Brindisi: 2001-2002
Real Marcianise: 2004-2005